# تشنگی (فیلم ۱۹۵۹)
تشنگی (روسی: Жажда) یک فیلم درام محصول کشور اتحاد جماهیر شوروی است که در سال ۱۹۵۹ ساخته شده‌است.